# 碧溪乡 (南涧县)
碧溪乡，是中华人民共和国云南省大理白族自治州南涧彝族自治县下辖的一个乡镇级行政单位。

## 行政区划
碧溪乡下辖以下地区：
中华村、松林村、杏子山村、回龙山村、永宁村、新虎村、和乐村和凤仙村。